# Rogačić
Rogačić je malá vesnička a přímořské letovisko v Chorvatsku ve Splitsko-dalmatské župě, nacházející se na severu ostrova Vis, spadající pod opčinu města Vis. V roce 2011 zde žilo 12 obyvatel.
Rogačić vznikl v roce 2001, když byl odtržen od města Vis a byla utvořena samostatná vesnice. V tomto roce zde žilo 8 obyvatel, o deset let později pak 12 obyvatel.
Jediným sousedním sídlem je město Vis.